# The New York Times
The New York Times és un diari publicat a la ciutat de Nova York als Estats Units. És el primer diari del seu país en tiratge, difusió i influència.
Va ser fundat el 18 de setembre de 1851 per Henry Jarvis Raymond (fundador de l'agència Associated Press el 1856) i George Jones. Adolph Ochs va adquirir el Times el 1896, i sota la seva direcció el diari adquirí abast internacional i gran reputació. Durant la guerra del Vietnam, basant-se en papers qualificats oficialment com a secrets, denuncià el fet que el govern estatunidenc amagués l'autèntica situació de la guerra, i per aquest motiu el diari va ser portat als tribunals.
The New York Times Company és l'empresa propietària del diari, que també publica altres diaris, entre ells el The Boston Globe. Participa amb els diaris New York Herald Tribune i The Washington Post en l'edició internacional del Herald Tribune, que s'edita a París.
L'estil lingüístic en la redacció del diari i pel que fa a les capçaleres és bastant conservador. L'orientació política del diari és més aviat liberal, en el sentit que aquest terme té als Estats Units, però els seus redactors gaudeixen de gran independència.

## Organització

### Personal de notícies
A més a més de les seus pròpies de Nova York, el diari té sales de redacció a Londres i Hong Kong. La seva redacció a París, que havia estat la seu de l'edició internacional del diari, va tancar l'any 2016, tot i que la ciutat es manté una redacció i una oficina de publicitat. El diari també té un centre d'edició i agència de noticies a Gainsville, Florida.
A partir de 2013, el diari va tenir 6 redaccions a la regió de Nova York, 14 en altres llocs dels Estats Units, i 24 en altres països.
L'any 2009, Russ Stanton, editor de Los Angeles Times, un competidor, va declarar que el departament de The New York Times doblava la mida del de Los Angeles Times, el qual tenia un departament de 600 en el moment.

### Familia Ochs-Sulzberger
L'any 1896, Adolph Ochs va comprar The New York Times, un diari perdedor de diners, i va formar New York Times Company. La familia Ochs-Sulzberger, una de les dinasties del diari dels Estats Units, ha posseït The New York times des de llavors. L'editorial va començar a cotitzar el 14 de gener de 1969, cotitzant 42 dòlars en American Stock Exchange. Després d'això, la familia va continar exercint control a través de la seva propietat d'abast majoritari de la Classe B de vots. Als accionistes de classe A se'ls permeten drets de votació restricitus, mentre que als de Classe B tenen drets de votació oberts.